# Манас Ордо
Манас Ордо —  мемориальный комплекс в честь национального героя Манаса, который защищал и объединял киргизов в эпосе того же имени. Возведён в караханидскую эпоху, около 1334 года. На мемориальном комплексе на северо-западе Киргизии находится мавзолей, где хранятся останки героя. Местоположения комплекса вовсе не случайно: по легенде именно в Таласской долине располагалась основная ставка Манаса и его воинства.

## Местоположение
Строительный комплекс расположен в 12 километрах к востоку от города Талас на северо-западе центрально-азиатского государства Кыргызстан. К югу от Манас Ордо протекает река Талас , за которой начинаются  высокие киргизские горы.

## Описание
Памятник представляет собой редкое сооружение из обожженного кирпича и резной терракоты. Архитектура мавзолея относится к постройкам портального типа.
Квадратное в плане здание перекрывает граненный шатровой купол. Портал главного фасада целиком покрыт орнаментированными плитами из резной терракоты. В геометрический орнамент включены каллиграфические надписи, при ярком освещении они создают удивительно сложную и тонкую игру светотени. А в пасмурную погоду приобретают тональную мягкость и красоту.
Учеными также установлено, что гумбез был возведен в 1334 году. Его возвели над могилой дочери эмира Абуки Кянизек-хатун. Однако народная память запечатлела его как мавзолей легендарного батыра Манаса. Легенда повествует о том, что верная жена батыра Манаса Каныкей соорудила над его могилой мавзолей. Чтобы грабители не похитили сокровища, захороненные вместе с ним, Каныкей велела сделать на гумбезе надпись о том, что здесь погребена его невеста. И народная память запечатлела его, как мавзолей легендарного батыра Манаса.[1]

## Эпос
Эпос Манас повествует о кыргызском батыре Манасе, вернувшем кыргызов с Алтая на Тянь-Шань, а позднее защищавшим их от китайских набегов. Эпос является историческим лишь до той степени, что отражает народный взгляд на собственную историю, а потому значительная часть описанных в нем событий имеет лишь исторический контекст, но не всегда отражает действительную историческую картину. Эпос по праву считается своего рода энциклопедией жизни кыргызского народа, свидетельством его древней истории.
Для сохранения памяти о киргизском национальном герое был создан комплекс. Могила Манаса, или кумбез Манаса является самой главной достопримечетельностью этого комплекса.
На самом деле нет никаких подтверждений, что гумбаз является могилой Манаса. Существуют сомнения относительно Кумбеза, существуют теории что он был построен за 5 веков до описываемых событий эпоса. Есть предположения, что там покоится дочь карахадинского хана. Мавзолей отличается интересной архитектурой: стены покрыты резной мозаикой из глины, купол представляет собой изрезанный конус.

## Парк
Мемориальный комплекс также включает в себя просторный парк. В центре парка находится стела, на которой стоит Манас. Вокруг этой стелы находятся каменные фигуры, которые, как предполагается, представляют сторонников и воинов Манаса.

## Музей
Музей предоставляет информацию о Манасе и его истории. Знаменитые манасчи, продолжающие традицию Манаса и по сей день, также изображены здесь. Известные сцены Манаса также показаны в виде диорам.